# Norte Goiano
Norte Goiano è una mesoregione dello Stato del Goiás in Brasile.

## Microregioni
È suddivisa in due microregioni:
- Chapada dos Veadeiros
- Porangatu